# Metioche minuscula
Metioche minuscula är en insektsart som beskrevs av Lucien Chopard 1961. Metioche minuscula ingår i släktet Metioche och familjen syrsor. Inga underarter finns listade i Catalogue of Life.